# Molophilus (Molophilus) sparsispinus
Molophilus (Molophilus) sparsispinus is een tweevleugelige uit de familie steltmuggen (Limoniidae). De soort komt voor in het Neotropisch gebied.